# Gračac (Zadar)
Pour les articles homonymes, voir Gračac.
Gračac est un village et une municipalité située en Lika, dans le comitat de Zadar, en Croatie. Au recensement de 2001, la municipalité comptait 3 923 habitants, dont 57,61 % de Croates et 38,92 % de Serbes ; le village seul comptait 2 699 habitants.

## Localités
La municipalité de Gračac compte 40 localités :
| - Begluci - Brotnja - Bruvno - Cerovac - Dabašnica - Deringaj - Donja Suvaja - Donji Srb - Drenovac Osredački - Duboki Dol | - Dugopolje - Glogovo - Gornja Suvaja - Gornji Srb - Grab - Gračac - Gubavčevo Polje - Kaldrma - Kijani - Kom | - Kunovac Kupirovački - Kupirovo - Mazin - Nadvrelo - Neteka - Omsica - Osredci - Otrić - Palanka - Pribudić | - Prljevo - Rastičevo - Rudopolje Bruvanjsko - Tiškovac Lički - Tomingaj - Velika Popina - Vučipolje - Zaklopac - Zrmanja - Zrmanja Vrelo |